# Хошня-Абрамовска
Хошня-Абрамовска (пол. Hosznia Abramowska) — деревня в Билгорайском повете Люблинского воеводства Польши. Входит в состав гмины Горай. По данным переписи 2011 года, в деревне проживало 89 человек.

## География
Деревня расположена на юго-востоке Польши, к востоку от реки Бяла-Лада, на расстоянии приблизительно 21 километра к северу от города Билгорай, административного центра повета. Абсолютная высота — 301 метр над уровнем моря. К западу от населённого пункта проходит региональная автодорога 835.

## История
По состоянию на 1882 год в деревне, являвшейся частью гмины Горай Замостского уезда, имелось 10 домов и проживало 69 человек. В период с 1975 по 1998 годы деревня входила в состав Замойского воеводства.